# Kosik Putih
Kosik Putih is een bestuurslaag in het regentschap Padang Lawas Utara van de provincie Noord-Sumatra, Indonesië. Kosik Putih telt 2470 inwoners (volkstelling 2010).